# Overcooked: All You Can Eat
Overcooked: All You Can Eat (estilizado como Overcooked! All You Can Eat) é uma compilação que inclui os jogos Overcooked e Overcooked 2 e todas as suas expansões e conteúdos para download lançados até então, bem como suporte a resoluções de até 4K e taxas de até 60 quadros por segundo. Desenvolvido pela Ghost Town Games e publicado pela Team17, ele foi lançado em 10 de novembro de 2020 para Xbox Series X/S e em 12 de novembro de 2020 para PlayStation 5. Em 15 de fevereiro de 2021, foi anunciado que uma versão do jogo seria lançada para Microsoft Windows, Nintendo Switch, PlayStation 4 e Xbox One, mantendo o suporte para resolução 4K e até 60 quadros por segundo, com exceção da versão para Switch, que seria limitada a 1080p e 30 quadros por segundo.

## Jogabilidade
Apesar de incluir uma versão simplesmente remasterizada de Overcooked 2, a versão de Overcooked incluída em Overcooked: All You Can Eat foi totalmente reconstruída no motor do segundo jogo da série, resultando em gráficos mais aproximados entre os dois jogos e permitindo a função de multijogador online, ausente no jogo original. Diversas opções de acessibilidade, como texto adequado a pessoas com dislexia, uma interface com tamanho ajustável e adaptações para daltonismo, estão disponíveis nos dois jogos. Um modo de assistência, que inclui opções como prazos prolongados para a entrega de pedidos e até mesmo a possibilidade de pular certos níveis, também foi implementado.
Overcooked: All You Can Eat inclui todas as fases e personagens selecionáveis dos dois jogos originais, além de três novos personagens e sete novas fases, atingindo um total de 200 níveis e mais de 120 cozinheiros, incluindo 60 cozinheiros únicos, cada um com duas ou três cores alternativas. Durante o The Game Awards 2020, o Cozinheiro Sueco, da franquia The Muppets, foi anunciado como um personagem jogável e adicionado ao jogo, na forma de conteúdo para download gratuito por tempo limitado.

## Recepção
Overcooked: All You Can Eat recebeu "críticas geralmente favoráveis", de acordo com o agregador de críticas Metacritic, com uma nota média agregada de 88 de 100 em sua versão para Nintendo Switch e 84 de 100 em sua versão para PlayStation 5.
Em uma análise para o Nintendo World Report, Brett Posner-Ferdman elogiou as novas opções de acessibilidade do título, afirmando que permitem uma "experiência mais inclusiva", bem como o novo modo de multijogador online para Overcooked. De forma similar aos primeiros jogos, análises enfatizaram a qualidade do modo cooperativo do jogo, bem como sua natureza caótica.
Jordan Devore, da Destructoid, elogiou a curva de dificuldade "mais natural" do jogo em comparação a seus antecessores, mesmo que os níveis tenham o mesmo layout. O redator afirmou que Overcooked: All You Can Eat é um "ponto de entrada fantástico" para pessoas que não jogaram os jogos anteriores, mas recomenda que jogadores já experientes da série esperem até que haja um desconto. De qualquer forma, ele rotula o jogo como a experiência "definitiva" da franquia. Esse mesmo sentimento foi ecoado através de diversas publicações em suas análises do jogo, com Mitch Vogel, da Nintendo Life, o supracitado Brett Posner-Ferdman, da Nintendo World Report e Jason Coles, da The Indie Game Website, todos recomendando que jogadores que já possuam uma cópia de Overcooked ou Overcooked 2 para outras plataformas esperem uma promoção, afirmando que a compilação não adiciona conteúdo o suficiente para justificar sua compra.